# 스콧 발렌틴
스콧 발렌틴(Scott Valentine, 1958년 6월 3일 ~ )은 미국의 배우, 텔레비전 배우, 성우이다.
새러토가스프링스에서 태어났다.

## 방송
- 블랙 스콜피온

## 영화
- 에어라인 플라이트 (2010년)
- 프로스트바이트 (2005년)
- 듀스 와일드 (2002년)
- 블랙 스콜피온 (2001년)
- 워터프론트 (1998년)
- 마스 (1997년)
- 카르노사우르 3 - 프라이멀 스피시즈 (1996년)
- 애니의 과거 (1995년)
- 저주의 탄생 2 (1994년)
- 죽음의 재회 (1994년)
- 한밤의 테러 (1994년)
- 유혹의 깊은 밤 (1994년)
- 유혹의 밤 (1993년)
- 열정의 종말 (1992년)
- 살인 본능 (1991년)
- 죽음의 함정 (1991년)
- 동의 없는 관계 (1990년)
- 대지진 그후 (1990년)
- 위험한 추격 (1990년)
- 내 사랑 악마 (1987년)
- 트루 스토리스 (1986년)
- 사랑의 가족 (1982년)
- 웨이트레스! (1981년)